# Trypetisoma samoaense
Trypetisoma samoaense är en tvåvingeart som först beskrevs av Malloch 1929.  Trypetisoma samoaense ingår i släktet Trypetisoma och familjen lövflugor.
Artens utbredningsområde är Amerikanska Samoa. Inga underarter finns listade i Catalogue of Life.